# Калифорнски (Аляска)
Калифорнски (англ. Kalifornsky) — статистически обособленная местность, расположенная в боро Кенай (штат Аляска, США) с населением в 7850 человек по статистическим данным переписи 2010 года.

## География
По данным Бюро переписи населения США статистически обособленная местность Калифорнски имеет общую площадь в 181,56 квадратных километров, из которых 179,23 кв. километров занимает земля и 2,59 кв. километров — вода. Площадь водных ресурсов составляет 1,43 % от всей его площади.
Статистически обособленная местность Калифорнски расположена на высоте 16 метров над уровнем моря.

## Демография
По данным переписи населения 2000 года в Калифорнски проживало 5846 человек, 1596 семей, насчитывалось 2117 домашних хозяйств и 2479 жилых домов. Средняя плотность населения составляла около 32,6 человек на один квадратный километр. Расовый состав Калифорнски по данным переписи распределился следующим образом: 89,75 % белых, 0,24 % — чёрных или афроамериканцев, 4,6 % — коренных американцев, 0,67 % — азиатов, 0,09 % — выходцев с тихоокеанских островов, 4,05 % — представителей смешанных рас, 0,6 % — других народностей. Испаноговорящие составили 1,97 % от всех жителей статистически обособленной местности.
Из 2117 домашних хозяйств в 42 % — воспитывали детей в возрасте до 18 лет, 62,3 % представляли собой совместно проживающие супружеские пары, в 8 % семей женщины проживали без мужей, 24,6 % не имели семей. 19,4 % от общего числа семей на момент переписи жили самостоятельно, при этом 2,5 % составили одинокие пожилые люди в возрасте 65 лет и старше. Средний размер домашнего хозяйства составил 2,74 человек, а средний размер семьи — 3,13 человек.
Население статистически обособленной местности по возрастному диапазону по данным переписи 2000 года распределилось следующим образом: 31,3 % — жители младше 18 лет, 6,1 % — между 18 и 24 годами, 31,5 % — от 25 до 44 лет, 25,6 % — от 45 до 64 лет и 5,4 % — в возрасте 65 лет и старше. Средний возраст жителей составил 35 лет. На каждые 100 женщин в Калифорнски приходилось 107,5 мужчин, при этом на каждые сто женщин 18 лет и старше приходилось 107,1 мужчин также старше 18 лет.
Средний доход на одно домашнее хозяйство в статистически обособленной местности составил 54 864 доллара США, а средний доход на одну семью — 58 750 долларов. При этом мужчины имели средний доход в 50 583 доллара США в год против 30 493 доллара среднегодового дохода у женщин. Доход на душу населения в статистически обособленной местности составил 23 898 долларов в год. 6,6 % от всего числа семей и 7,9 % от всей численности населения находилось на момент переписи населения за чертой бедности, при этом 9,2 % из них были моложе 18 лет и ни одного в возрасте 65 лет и старше.